# Дневник (1996 – 2017)
Вижте пояснителната страница за други значения на Дневник.
„Дневник“ е първият частен всекидневник в Северна Македония, който излиза от 20 март 1996 година. Основатели на вестника са Миле Йовановски, Бранислав Героски и Александър Дамовски. Тиражът на вестника към месец януари 2007 година е 45 000 бр.